# Francesca Donato
Francesca Donato (nascida em 25 de agosto de 1969 em Ancona) é uma política italiana eleita membro do Parlamento Europeu em 2019.